# وادی حام
درهٔ حام (به عربی: وادی حام) یکی از بزرگترین ودرازترین دره‌های امارت فجیره در منطقهٔ شرقیه، ویکی از نقاط دیدنی امارات متحده عربی است.
این دره به درازی ۳۰ کیلومتر از کوهای مسافی سر چشمه گرفته‌است. آبخیز این دره عظیم ابتداء از قله‌های بلند کوه حجر شروع می‌شود، و به دره‌های (الفرفار)، (سهم)، (بیقا)، (مدوک)، و (وادی الأحاطی) ملحق می‌شود، تمام آب این دره‌های بلند وکوتای اطراف به (وادی حام) می‌ریزد، سپس به سد حام سرازیر می‌شود.
کوه‌های‌های بلند اطراف (وادی حام) با پوششی از درختان جنگلی، دره‌های عمیق با آبشارها و چشمه‌های جوشان، عوارض طبیعی دل‌انگیز، صخره‌های مرتفع، چشمه آب‌های معدنی، پوشش گیاهی انبوه، پرندگان و جانوران وحشی از پدیده‌هایی است که خالق هستی در این منطقه به ودیعه گذاشته‌است.
دره ( وادی حام ) در قسمت شمال غربی شهر فجیره، و در مسیر جادهٔ ذید به مسافی و سیحی قرار گرفته که روزانه صدها نفر از دوستداران طبیعت از شهرهای امارات وهمجنین از کشورهای اطراف برای گردش و تفریح به سویش می‌شتابد.

## حیات وحش
این منطقه به دلیل سخت گذر بودن، مامن و پناهگاه بسیاری از حیات وحش بوده‌است، وجود آب شیرین در ته دره حیات وحش کوناکونی از قبیل:
بز کوهی، آهو، جوجه‌تیغی، میش، روباه، گربه وحشی، شغال، خرگوش، کبک، عقاب، شاهین، بادخور، قُمری، تیهو، فاخته.، بلبل و گنجشک، چکاوک، دم جنبانک، چکاوک هدهد، سبزقبا، خضیر (کراشکین) و «مرغ سلیمان» یا هدهد به شکل دائم زندگی می‌کنند. پرندگان مختلف و رنگارنگ، مخصوصاً در فصل زمستان و بهار با آواز دلنشین خود این منطقه کوهستانی را شاد می‌کنند.

## پوشش گیاهی
اغلب زمین‌های اطراف (وادی حام) دارای قابلیت مرتعی است ومناسب‌ترین اراضی جهت استفاده‌های مرتعی و برداشت علوفه محسوب می‌شوند. در کوه‌های کناره‌های وادی حام درخت‌های گوناگونی وجود دارد که در مواسم مختلف پرندگان در هنگام جفت‌گیری و تخمگذاری روی شاخه‌های آن‌ها لانه می‌سازند.

## درخت‌های کوهستانی
در اطراف وگوشه کنار وادی درختان بزرگ و تنوهمندی و کوهستانی وجود دارد مانند: کُور، کُنار، کِرت، سمر، کُوهِنگ، سَلَم وغیره، در زمان قدیم مردمان این مننطق از هیزم این درختان برای پخت و پز و برای تدفئه خانه‌هاشان استفاده می‌کرده‌اند، احیاناً از تنه این درختان زغال نیز می‌ساخته‌اند.
- (آبشار وریعه) در شمال شرقی این وادی، که از زیباترین پدیده‌های طبیعی امارت فجیره است در مرتفعات این دره واقع شده و مامن هزاران پرنده آبزی، کنار آبزی و انواع جانداران و پستانداران کوچک است.

به گفتهٔ رئیس اداره میراث فرهنگی، صنایع دستی و گردشگری امارت الفجیرة، در نیمه نخست امسال ۲۰ هزار گردشگر از این دره و زیبایی‌های آن بازدید کرده‌اند. در طول دره (وادی حام) باغ‌های نخل خرما منتشر است.